# Leonhard Burggräfingk
Leonhard Burggräfingk oder Leonhardt Burggräfingk bzw. Leonhard Burggrefing oder Leonhard Borchengrevinck (geboren vor 1637; gestorben 1671) in Lüneburg war ein Hofmusiker in Hannover und Ratsmusicus in Lüneburg.

## Leben
Leonhard Burggräfingk trat 1637 inmitten des Dreißigjährigen Krieges in die von dem Landesherrn des Fürstentums Calenberg Herzog Georg 1636 gegründete Hofkapelle ein. Sein Jahressalär betrug 70 Taler.
Wohl auf Veranlassung des Kapellmeisters Heinrich Schütz musste er „etzliche Instrumente“ aus der vormaligen Residenz in Celle holen, um die Hofkapelle erweitern zu können.
Mit dem Titel als herzoglicher Hofmusiker des Ensembles wurde Burggräfingk letztmals 1647 in Hannover genannt.
Bereits 1642 hatte er die Lüneburgerin Anna Margaretha Neubauer geheiratet, deren Vater Cord Niebuhr von 1628 bis 1665 als Ratsmusicus in Lüneburg angestellt war. Burggräfingk übernahm das Amt von 1665 bis zu seinem Tod 1671, das sein Vater Hinrich bereits in den Jahren 1605 und 1628 innegehabt hatte, und war damit Teil der Lüneburger Ratsmusikantendynastie.